# Thanatologi

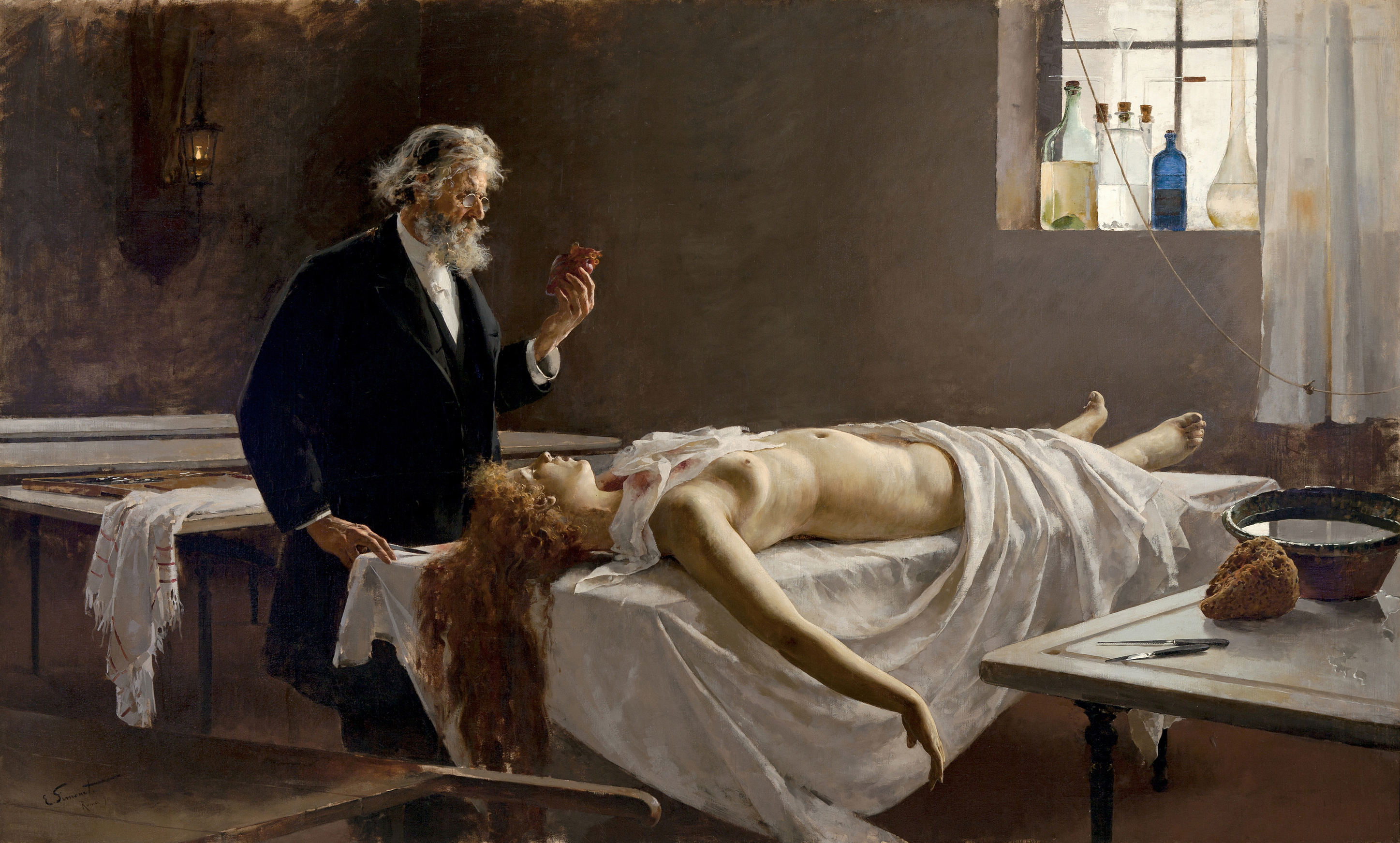
Obduktion (1890) av Enrique Simonet.

Thanatologi är vetenskapen om döden utifrån medicinska, sociala, religionsvetenskapliga/teologiska och psykologiska utgångspunkter.

## Historik
År 1903, hävdade den ryske vetenskapsman, Ilja Metjnikov, känd för sitt arbete i mikrobiologi och upptäckten av fagocyter, att systematisk uppmärksamhet av döden krävdes för att biovetenskapen skulle vara komplett. Genom detta argument förespråkade Metjnikov inrättandet av en vetenskaplig disciplin, som ägnade sig åt studier av döden.
Metjnikov baserade sina idéer för en tvärvetenskaplig aktivitet på det faktum att medan läkarstuderande hade sina obligatoriska möten med döda kroppar vid anatomiska studier, fanns nästan ingen utbildning om hur man tar hand om den döende, inte heller fanns någon forskning kring döendets process i läroplanen. 
Efter andra världskriget hemsöktes världen av minnen av krigets många offer. Under denna period av eftertanke började många existentiella filosofer att begrunda frågor om liv och död. I synnerhet var det Herman Feifel, en amerikansk psykolog, som anses vara pionjär inom modern dödsrörelse. Feifel bröt tabun kring diskussioner om död och döende med publiceringen av sin bok The Meaning of Death. I denna bok skingrade han myter om döden hos forskare och praktiker och förnekandet av dess betydelse för mänskligt beteende.
Men detta är bara en av flera viktiga böcker inom thanatologin. Andra viktiga texter är bland andra The Experience of Death av Paul-Louis Landsberg, avsnitten om temporalitet och död i Martin Heideggers Varat och tiden, samt verk av fiktiv karaktär, som Leo Tolstojs Ivan Iljitjs död och As I Lay Dying av William Faulkner.

## Mål
I de flesta fall är thanatologi inte direkt relaterad till palliativ vård, som syftar till att ge behandling för döende individer och deras familjer. Enligt Världshälsoorganisationen, "är palliativ vård ett förhållningssätt som förbättrar livskvaliteten för patienter och deras familjer när de står inför problemen i samband med livshotande sjukdom, som omfattar behandling av smärta och andra problem, fysiska, psykosociala och andliga".
Thanatologer inom religionsvetenskap är ofta experter på riter och ceremonier respektive föreställningar och myter om döden, dödsriken, väsen och gudar medan thanatologer inom medicin och psykiatri studerar psykisk hälsa hos dem som deltar i döendeprocessen: individer, familjer, samhällen och kulturer.

## Ämnesområden
Som en tvärvetenskaplig disciplin bygger thanatologi på samverkan med flera olika ämnesområden. Döden är en generell mänsklig oro, som har undersökts och diskuterats inom en rad olika discipliner ända tillbaka till förhistorien. Några av dessa områden har akademisk karaktär, andra har utvecklats genom historien som kulturella traditioner.
Samhällsvetenskaperna är ofta berörda på både det individuella och det kulturella planet. Individnivån täcks i huvudsak av psykologin, studiet av enskildas sinnen. Undvikande eller, i vissa fall, sökande av döden är en mänsklig motivation och fruktan för döden påverkar många individers handlingar.
Subdiscipliner inom sociologi, såsom sociologisk katastrof, är mera inriktade på frågan om hur samhällen hanterar döden. Likaså befattar sig kulturantropologi,  religionshistoriker  och arkeologi med hur nuvarande respektive  tidigare kulturer har handskats med döden. Samhälle och kultur är liknande koncept, men deras tillämpningsområden är olika. Ett samhälle är en ömsesidigt beroende församling, medan kultur är ett uttryck för en gemenskap: den komplexa väv av skiftande mönster som länkar individer tillsammans. I vilket fall som helst måste både kulturer och samhällen förhålla sig till döden, och olika kulturstudier (av vilka många överlappar varandra) granskar detta med hjälp av olika metoder.
Thanatologin är ibland en gren av Forensic Sciences och ibland en gren av teologin. De biologiska studierna av döden hjälper till att förklara vad som händer fysiskt hos individer i dödsögonblicket och kroppsliga förändringar efter döden. Inom psykiatrin, involveras medicinsk tillämpning av psykologiska principer och terapeutiska läkemedel. Medicinsk etik är också ett viktigt område för studier, särskilt i frågan om eutanasi ("rätten att dö").